# José Miguel López
José Miguel López (Haro, 1953) es un periodista musical español, que fue director del programa Discópolis de Radio 3 durante 34 años, hasta su jubilación en junio de 2021. Entre los reconocimientos que ha conseguido a lo largo de su carrera, destaca en 2006 el Premio a la Comunicación por su labor periodística que le concedió la Academia de la Música.

## Trayectoria
Licenciado en Ciencias de la Información por la Universidad Complutense de Madrid (UCM), comenzó a trabajar como redactor en Radio Televisión Española el 1 de abril de 1977. Unos años después, el 2 de julio de 1979, nació Radio 3 y López pidió su traslado a esta emisora donde formó parte de varios equipos, como Perfil del Ruedo, Ruta 3 o Los Directos, entre otros. Cuando llegó al espacio "Las 24 horas de música y noticias" le asignaron un turno los sábados y domingos de nueve a doce de la noche que López tituló Disiden3.
Además de su faceta radiofónica, también es el autor de Robert Fripp – King Crimson: Música de alto riesgo (1995) y coordinó en 2001 el libro La radio musical en España. Además, ha colaborado en la elaboración de diversas enciclopedias temáticas musicales y es miembro del panel de críticos europeos World Music Charts Europe. Es delegado en la Unión Europea de Radiodifusión, y ha sido productor de los discos Couleurs de Madrid (2000), Discópolis (2002) y de la parte literaria de Las músicas de los Balcanes y el Cáucaso (2001).
Desde hace años, mantiene un vínculo importante con Yecla, donde presenta el Yecla Jazz Festival. Acompañando al festival, López realizaba el programa de radio en directo desde allí, entrevistando a los músicos que actúan en el festival, así como a artistas y creadores de la ciudad.

### Discópolis
El programa se emitió por primera vez en Radio 3 el 5 de enero de 1987 a las cinco en punto de la tarde. Durante 34 años, López fue su director que lo definía “como un viaje cosmopolita y abierto al mundo musical”. Se escuchaba rock sinfónico, canción de autor o sonidos célticos, entre otras y variadas músicas del mundo. El 18 de junio de 2021 se emitió a las 14 horas por Radio 3 el último programa de Discópolis con el número 11.351 y titulado "Último diario - Misteri d'Elx".
La finalización del programa se produjo por la jubilación forzosa de López, que ha coincidido en el tiempo con el de otros dos locutores históricos de la emisora: Julio Ruiz de Disco Grande y Javier Tolentino de Séptimo Vicio, junto a otros veinte profesionales del ente público.

## Reconocimientos
En 2002, Deutsche Welle le galardonó con el premio europeo de radio y, ese mismo año, obtuvo la Mención de Honor de Prensa del Club de Música y Jazz San Juan Evangelista de Madrid. Unos años después, en 2006, la Academia de la Música reconoció la labor periodística de López concediéndole el Premio a la Comunicación, que se entregó por primera vez durante la ceremonia de la X Edición de los Premios de la Música.
Gracias a su estrecha relación con Yecla, López fue nombrado Enoturista del Año 2019, galardón que le concedió Rutas del Vino de Yecla. Y la Asociación de Amigos de la Música le concedió el Premio Santa Cecilia 2020.

## Obra
- 1994 – Robert Fripp & King Crimson: música de alto riesgo. Antonio de Miguel, Editor. ISBN 9788488857064.[7]
- 2001 – La radio musical en España. Coordinador. Instituto Oficial de Radio y Televisión. ISBN 9788488788429.[8]
- 2003 – Los sonidos de discópolis: Rock, ideología y utopía. Calamar Edición Y Diseño, S.L. ISBN 978-8493267223.[9]